# Carlos Arvelo
Carlos Arvelo é um município da Venezuela localizado no estado de Carabobo.
A capital do município é a cidade de Güigüe.